# Dr. Terror
Dr. Terror (títol original en anglès Dr Terror's House of Horrors) és una pel·lícula de terror d’antologia britànica de 1965 d'Amicus Productions, dirigida pel veterà director de terror Freddie Francis, escrita per Milton Subotsky, i protagonitzada per Peter Cushing i Christopher Lee. Ha estat doblada al català, i emesa en versió valenciana per Punt Dos.
Va ser el primer d'una sèrie de [pel·lícules d'antologia d'Amicus i va ser seguida per El jardí de les tortures (1967), The House That Dripped Blood  (1970), Tales from the Crypt (1972), Refugi macabre (1972), The Vault of Horror (1973) i From Beyond the Grave (1974). També és la primera pel·lícula de terror d'Amicus.

## Trama (inclosa la llista de repartiment)
Cinc homes entren en un vagó de tren a Londres amb destinació (la ciutat fictícia de) Bradley, i se'ls uneix un sisè, el misteriós Doctor Schreck (Peter Cushing) el nom del qual, esmenta, és alemany per "terror". Durant el viatge, el metge obre el seu paquet de cartes Tarot (que ell anomena la seva "Casa dels Horrors") i procedeix a revelar els destins de cadascun dels viatgers. Això proporciona el marc per explicar cinc històries de terror.
- Peter Cushing - Dr. Schreck

### Home llop
L'arquitecte Jim Dawson (Neil McCallum) torna a la seva antiga casa familiar a una illa escocesa per fer renovacions per a la nova propietària, la senyora Biddulph (Ursula Howells). Biddulph explica que va comprar la casa aïllada per ajudar-la a recuperar-se de la mort del seu marit, a la memòria del qual li agradaria dedicar una sala recentment ampliada com a museu.
Dawson troba darrere d'una paret falsa del celler el taüt del comte Cosmo Valdemar. Valdemar, el propietari original de la casa, va ser assassinat en un conflicte amb la família Dawson fa segles. La llegenda local diu que Valdemar recuperaria la seva antiga casa i es venjaria de l'actual propietari. Dawson descobreix que Valdemar s'aixeca a la nit com un home llop, i ja ha matat a una criada (Katy Wild).
Creient que la senyora Biddulph està en perill, fa bales de plata amb una creu ancestral que es va produir a partir de l'espasa que s'utilitzava històricament per matar el monstre. No obstant això, quan la criatura torna a sortir de la seva tomba al celler, Dawson està desconcertat de trobar bales tan ineficaces. Corre a dalt per protegir la senyora Biddulph a la seva habitació, però la senyora revela que ha substituït les municions per altres normals. Ella aclareix com la maledicció real va significar que Valdemar es venjarà de l'últim descendent del clan Dawson, no de l'actual propietari de la finca; i que la seva mort i la seva col·locació al taüt de Valdemar restauraran completament l'home llop a la vida en forma humana. Tot era una trampa: Biddulph és la dona de Valdemar, que ha tornat de la tomba després de 200 anys i procedeix a atacar i matar Dawson.
- Neil McCallum - Jim Dawson
- Ursula Howells - Deirdre Biddulph
- Peter Madden - Caleb
- Katy Wild - Valda
- Edward Underdown - Tod

### Creeping Vine
Bill Rogers (Alan Freeman) i la seva dona i la seva filla (Ann Bell i Sarah Nicholls) tornen de les seves vacances per descobrir una planta trepadora de creixement ràpid al jardí. Quan la planta sembla respondre violentament als intents de tallar-la, Rogers va al Ministeri de Defensa, on rep consell d'un parell de científics (interpretats per Bernard Lee i Jeremy Kemp). La planta mostra signes creixents d'intel·ligència, intenció assassina i autoconservació, primer matant el gos de la família, després un dels científics i finalment bloquejant totes les finestres i portes de la casa, i fins i tot trencant la línia telefònica. El foc apareix durant uns instants per espantar-la, fins que això també es torna ineficaç a mesura que la planta aprèn a apagar una flama.
- Ann Bell - Ann Rogers
- Bernard Lee - Hopkins
- Alan Freeman - Bill Rogers
- Jeremy Kemp - Jerry Drake
- Sarah Nicholls - Carol Rogers

### Vodoo
Biff Bailey (Roy Castle) és un músic de jazz alegre, que accepta ràpidament un concert a les Índies Occidentals amb la seva banda. En presenciar una cerimònia local del vudú, li encanta el ritme exòtic i intenta presentar als nadius la idea d'utilitzar-lo com a plantilla per a la nova música comercial.
Tot i les advertències de no "robar" les melodies sagrades al déu, Biff intenta utilitzar-les per a una actuació de jazz a Londres, burlant-se obertament d'aquesta religió. L'espectacle s'atura sobtadament per un vent tempestuós que fa fugir el públic, i fa que Bailey també abandoni l'escenari i ensopegui pels carrers fins que es troba amb un cartell cridaner de "Dr Terror's House of Horrors".
Apareix el quintet del saxofonista de jazz britànic Tubby Hayes com a banda de suport de Bailey.
- Roy Castle - Biff Bailey
- Kenny Lynch - Sammy Coin
- Harold Lang - Roy Shine
- Christopher Carlos - Vrim
- Thomas Baptiste - Dambala

### Mà desencarnada
El pompós crític d'art Franklyn Marsh (Christopher Lee) sembla més preocupat pel seu propi enginy devastador que pel propi art.
El pintor Eric Landor (Michael Gough) porta el pes d'una de les diatribes de Marsh, però aconsegueix una crítica públicament humiliant. Mostra que Marsh confon l'obra d'un ximpanzé amb l'art modern i, posteriorment, el segueix en discursos públics i tertúlies, silenciant les seves contribucions a mig camí amb recordatoris vergonyosos de l'error.
Cada cop més exasperat, finalment Marsh atropella en Landor amb el seu cotxe, fent que en Landor perdi la mà dreta. Incapaç de pintar més, Landor se suïcida. A partir d'aquest moment Marsh es veu turmentat per la mà incorpórea de l'artista, que sembla immune al foc i a qualsevol altre intent de contenir-la. En un últim atac mentre Marsh condueix, el cotxe xoca i la finestra trencada porta a la ceguesa permanent de Marsh.
- Christopher Lee - Franklyn Marsh
- Michael Gough - Eric Landor
- Isla Blair - Pretty girl
- Judy Cornwell - Infermera
- Hedger Wallace - Cirurgià

### Vampir
El doctor Bob Carroll (Donald Sutherland) torna a casa seva als Estats Units amb la seva nova núvia francesa, Nicolle (Jennifer Jayne). Aviat hi ha proves que un vampir està solt, i Carroll busca l'ajuda del seu col·lega, el Dr Blake (Max Adrian). Troben que Nicolle és el vampir. Seguint el consell d'en Blake, Carroll mata a Nicolle. Quan la policia arriba a arrestar Carroll per l'assassinat de la seva dona, Blake nega haver donat cap consell. Quan la policia s'emporta en Carroll, Blake es diu a si mateix que la ciutat no és prou gran per a dos metges o dos vampirs, i es converteix en un ratpenat.
- Max Adrian - Dr. Blake
- Jennifer Jayne - Nicolle Carroll
- Donald Sutherland - Dr. Bob Carroll
- Al Mulock - Detectiu

### Epíleg
La història marc acaba amb un gir. Després de mostrar simpatia a tots els seus companys de passatge i intentar no mostrar-los la predicció de la mort que tots van rebre de la baralla dels tarots, el doctor Schreck informa als homes que aquesta seria l'única manera que podrien escapar de la previsió d'un horrible destí.
Després desapareix durant un moment de foscor. Desconcertats i atemorits, els homes tenen un moment d'alleujament quan el tren s'atura i assumeixen que això significa haver arribat al destí previst.
A l'estació, però, estan sols en un ambient fosc, silenciós i esgarrifós. De sobte el vent porta un diari, amb la notícia d'un accident en què van morir tots. Schreck reapareix en una xemeneia negra, i es revela que és la Mort mateixa. Els homes comencen a seguir-lo a poc a poc a la foscor mentre els crèdits corren.

## Producció
Dr. Terror's House of Horrors va ser un intent conscient de Milton Subotsky de repetir l'èxit de Dead of Night (1945). Subotsky va considerar que aquella pel·lícula era "la pel·lícula de terror més gran de la història", i el va utilitzar com a model per a Dr. Terror i la resta de pel·lícules d'Amicus. El guió va començar com una sèrie de televisió l'any 1948 durant l'època en què Dead of Night era un llançament recent. Subotsky va escriure les històries originals el 1948 quan va treballar com a guionista de la sèrie Lights Out de la NBC.
A Donald Sutherland se li va pagar 1.000 £ per la seva actuació.

### Filmació
El rodatge va començar a Dr. Terror's House of Horrors a Shepperton Studios el 25 de maig de 1964 amb un pressupost de 105.000 lliures i es va completar el 3 de juliol de 1964.
Va ser filmat mitjançant el procés cinematogràfic conegut com a Techniscope.

## Recepció crítica
En una ressenya contemporània, Variety va assenyalar "un paquet útil i fred que oferirà al públic diversos estremiments suaus i molta diversió. Tot i que es fan riures ocasionals, el repartiment, encapçalats per practicants de terror experimentats com Peter Cushing, Michael Gough, Christopher Lee i Max Adrian, actuen amb seny." Chris Coffel de Bloody Disgusting va anomenar la pel·lícula "una antologia de terror subestimada" i va elogiar la fotografia de la pel·lícula.